# Jofre de Monmouth
Jofre o Geoffrey de Monmouth (en llatí: Galfridus Monemutensis, Galfridus Arturus, Galfridus Artur, en gal·lès: Gruffudd ap Arthur, Sieffre o Fynwy) (c. 1100 - c. 1155) va ser un clergue britànic i una de les figures principals en el desenvolupament de la història britànica i la popularitat dels contes del rei Artús. És més conegut per la seva crònica Historia Regum Britanniae ('Història dels Reis de Bretanya'), molt popular en el seu moment i traduïda a diversos idiomes del seu original llatí.

## Biografia
Jofre va néixer aproximadament el 1100 a Gal·les. Degué assolir la majoria d'edat el 1129, quan apareix com a testimoni d'una carta, i el seu sobrenom, Monumetensis, 'de Monmouth', indica un vincle molt fort amb Monmouth, Gal·les, on pogué néixer. El Arthur en algunes versions del seu nom pot indicar el nom del seu pare, o un sobrenom basat en els interessos acadèmics de Jofre. És poc probable que fos un gal·lès nadiu. Monmouth havia estat en mans dels senyors Bretons des de 1086, i el coneixement de Jofre de la llengua gal·lesa sembla haver estat lleu, per la qual cosa és probable que hagi sorgit de la mateixa elit de parla francesa del país, frontera amb Gal·les, com els escriptors Gerard de Gal·les i Walter Map, i Robert, Comte de Gloucester, a qui Jofre dedicà versions de la seva Historia Regum Britanniae.
Pogué haver treballat durant un temps en un convent benedictí de Monmouth. No obstant això, la major part de la seva vida adulta sembla haver-la passat fora de Gal·les. Entre el 1129 i el 1151 el seu nom apareix en sis cartes a la zona d'Oxford, de vegades és anomenat magister ('mestre') Probablement va ser un canonge agustí secular de la universitat de Sant Jordi. Castell d'Oxford, Totes les cartes signades per Jofre també són signades per Walter, arxidiaca d'Oxford, també canonge de l'església. Un altre consignant freqüent és Ralph de Monmouth, un canonge de Lincoln.
El 21 febrer 1152 l'arquebisbe Teobald va consagrar Jofre com a bisbe de Sant Asaph, després de ser ordenat sacerdot 10 dies abans. «No hi ha proves que visités mai la seva seu», escriu Lewis Thorpe, i, de fet, les guerres d'Owain Gwynedd ho fan probable. Sembla que va morir entre el 25 de desembre 1154 i el 24 de desembre de 1155, quan el seu successor aparent, Richard, va assumir el càrrec.

## Obres
Jofre va escriure diverses obres d'interès, totes en llatí, la llengua d'aprenentatge i de la literatura a Europa durant el període medieval. La primera a aparèixer va ser probablement les Merlini Prophetiae ('Profecies de Merlí'), que va escriure aproximadament abans del 1135, i que apareix tant de forma independent i també incorporatda a la Historia Regum Britanniae. Es compon d'una sèrie de paraules profètiques atribuïdes a Merlí, que Jofre assegurava haver traduït d'una llengua no especificada. Moltes de les seves profecies es refereixen a esdeveniments històrics i polítics fins a l'època de Jofre - per exemple, l'enfonsament del White Ship el 1120, quan Guillem d'Adelin, fill d'Enric I d'Anglaterra, mor [1].
Jofre va presentar l'ortografia Merlí, derivat del gal·lès Myrddin. L'erudita gal·lesa Rachel Bromwich va observar que aquest «canvi de mitjana dd> l és curiós. Explicat per Gaston Paris, a causa de les associacions indesitjables». El primer treball d'aquest profeta llegendari en una llengua diferent del Gal·lès, que va ser molt llegit —i creu que— tant com les profecies de Nostradamus, segles més tard. John Jay Parry i Robert Caldwell noten que el Merlini Prophetiae «va ser pres seriosament, fins i tot pels savis i mundans, en molts països».
Després va ser la Historia Regum Britanniae, l'obra més coneguda per als lectors moderns. Que pretén explicar la història de la Gran Bretanya, des de la seva colonització per Brutus, un descendent de l'heroi troià Enees, a la mort de Cadwallader al segle vii, passant per les invasions de Juli Cèsar a la Gran Bretanya, dos reis, Leire de Britànnia i Cymbeline, més tard immortalitzada per William Shakespeare, i una de les descripcions dels primers fets del rei Artús i la seva participació en la batalla del Mont Badon. Jofre diu en la seva dedicació que el llibre és una traducció d'un llibre «antic en l'idioma anglès que li va dir en forma ordenada els fets de tots els reis de la Gran Bretanya», donat a ell per Walter, arxidíac d'Oxford. Els historiadors contemporanis han rebutjat aquesta afirmació. No obstant això, és probable que l'arxidíac Jofre hagués utilitzat algunes fonts en gal·lès, que van servir d'inspiració per a la seva obra. Gran part de l'obra es basa en la Britonum Historia, recopilació històrica gal·lesa del segle ix, Història Eclesiàstica de Bede i del polèmic, del segle vi, De Excidio Britanniae de Gildas, ampliat amb material de la llegenda gal·lesa, extensions genealògiques, i la pròpia imaginació de Jofre.

### Edicions i traduccions
- Geoffrey of Monmouth. The History of the Kings of Britain. Traduït, amb la introducció i l'índex, per Lewis Thorpe. Penguin Books: London, 1966. ISBN 0-14-044170-0
  - Geoffrey of Monmouth. Historia de los reyes de Britania. Madrid: Siruela, 1985. ISBN 8485876148 [traducció a l'espanyol]
- Geoffrey of Monmouth. Vida de Merlín, traducció de Lois C. Perez Castro. Madrid : Siruela, 1984 ISBN 8485876202 [traducció a l'espanyol]

### Estudis
- John Jay Parry and Robert Caldwell. "Geoffrey of Monmouth" in Arthurian Literature in the Middle Ages, Roger S. Loomis (ed.). Clarendon Press: Oxford University. 1959. ISBN 0-19-811588-1
- N. J. Higham. King Arthur: Myth-making and History, Londres i Nova York, Routledge, 2002, ISBN 0415213053
- John Morris. The Age of Arthur: A History of the British Isles from 350 to 650. Barnes & Noble Books: New York. 1996 (originally 1973). ISBN 1-84212-477-3
- Brynley F. Roberts. "Geoffrey of Monmouth, Historia Regnum Britanniae and Brut y Brenhinedd" in The Arthur of the Welsh: The Arthurian Legend in Medieval Welsh Literature, Cardiff, University of Wales Press, 1991, ISBN 0708313078
- Michael Skupin Arxivat 2009-04-16 a Wayback Machine., incloses les traduccions de la Vita Merlini.
- Curley, Michael. Geoffrey of Monmouth. New York: Twayne Publishers, 1994.